# Top Latin Albums
Top Latin Albums (antiguamente Latin 50) es una tabla de registro publicada por la revista Billboard y se etiqueta como la lista musical más importante de la música latina. Al igual que en todas las listas de Billboard, el gráfico se basa en las ventas y Nielsen SoundScan es el encargado de recopilar los datos de ventas de los comerciantes que representan más del 90 por ciento del mercado al por menor de la música en EE. UU.
Para que un álbum sea incluido en la lista, se mide conforme a las ventas en las tiendas de música, los departamentos de música de la electrónica, los grandes almacenes, las transacciones directas al consumidor y las ventas por Internet o descargas digitales. También se tabulan una serie limitada de ventas verificables de las salas de conciertos. Los listados de Top Latin Albums también se muestran en la página de música de Telemundo a través de una alianza entre las dos compañías. Antes de esta lista, toda la información de la música latina se presentó en la tabla de pop latino, que comenzó el 29 de junio de 1985, y todavía se está ejecutando con los álbumes Top Regional Mexican Albums y Tropical Albums. 
El primer álbum que aparecía en el número uno de esta tabla era Mi tierra de Gloria Estefan para el 10 de julio de 1993. El álbum pasó 58 semanas no consecutivas en la parte superior de esta tabla, un registro que se encontraba hasta febrero de 2022, cuando fue alcanzado y posteriormente rebasado por YHLQMDLG del artista puerto riqueño Bad Bunny.
Algunos artistas estadounidenses como Christina Aguilera alcanzó liderar la lista con su álbum en español, Mi reflejo. La cantante mexicana Ana Gabriel alcanzó el reconocimiento internacional con su álbum "Tierra de nadie" y alcanzó el n.º 1 en los Billboard Latin Pop Albums alojados en el gráfico durante 73 semanas. Vendió 4 millones en todo el mundo.

## Artistas con más números uno
- Marco Antonio Solís (12)*
- Bad Bunny (9)
- Enrique Iglesias (8)
- Los Temerarios (8)
- Marc Anthony (8)
- Maná (8)
- Daddy Yankee (7)
- Jenni Rivera (7)
- Selena (7)
- Alejandro Fernández (7)
- Los Tigres del Norte (7)
- Shakira (7)
- Ricky Martin (6)
- Don Omar (5)
- Juanes (5)
- Chayanne (5)
- Wisin & Yandel (5)
- Gloria Trevi (4)
- Paulina Rubio (3)
- Thalía (3)
- Carlos Vives (3)

## Álbumes con semanas en n.º1
| Semanas | Artista            | Álbum                               | Año       |
| ------- | ------------------ | ----------------------------------- | --------- |
| 70      | Bad Bunny          | YHLQMDLG                            | 2020-2022 |
| 59      | Bad Bunny          | Un Verano Sin Ti                    | 2023-24   |
| 58      | Gloria Estefan     | Mi tierra                           | 1993–94   |
| 46      | Bad Bunny          | X100PRE                             | 2018-20   |
| 46      | Ozuna              | Odisea                              | 2017-18   |
| 44      | Selena             | Dreaming of You                     | 1997      |
| 29      | Luis Miguel        | Segundo romance                     | 1994-95   |
| 27      | Bad Bunny          | El Último Tour del Mundo            | 2020-21   |
| 26      | Ricky Martin       | Vuelve                              | 1998–99   |
| 25      | Selena             | Amor prohibido                      | 1994–95   |
| 25      | Daddy Yankee       | Barrio fino                         | 2004–05   |
| 24      | Bad Bunny          | Debí tirar más fotos                | 2024-25   |
| 23      | Aventura           | The Last                            | 2009-10   |
| 20      | Christina Aguilera | Mi reflejo                          | 2000–01   |
| 17      | Shakira            | Fijación oral vol. 1                | 2005      |
| 17      | Romeo Santos       | Formula, Vol. 1                     | 2011-12   |
| 17      | Ozuna              | Aura                                | 2018      |
| 16      | Enrique Iglesias   | Sex And Love                        | 2014      |
| 15      | Enrique Iglesias   | Vivir                               | 1997      |
| 15      | Peso Pluma         | Génesis                             | 2023-24   |
| 14      | Marc Anthony       | Libre                               | 2001–02   |
| 14      | Daddy Yankee       | Barrio fino en directo              | 2005–06   |
| 12      | Shakira            | Sale el sol                         | 2010-11   |
| 11      | Don Omar           | King of Kings                       | 2006      |
| 11      | Luis Miguel        | Romances                            | 1997      |
| 11      | Enrique Iglesias   | Euphoria                            | 2010      |
| 11      | Shakira            | ¿Dónde están los ladrones?          | 1998–99   |
| 10      | Las Ketchup        | Hijas del Tomate                    | 2002–03   |
| 10      | Enrique Iglesias   | Bailamos Greatest Hits              | 1999      |
| 10      | Julio Iglesias     | Tango                               | 1997–98   |
| 10      | Enrique Iglesias   | Enrique Iglesias                    | 1996      |
| 10      | Bad Bunny          | Nadie sabe lo que va a pasar mañana | 2023-24   |